# A.J. Jenkins
Alfred Alonzo Jenkins, detto A.J. (Jacksonville, 8 settembre 1989), è un ex giocatore di football americano statunitense che ha militato nel ruolo di wide receiver nella National Football League (NFL). Fu scelto dai San Francisco 49ers come 30º assoluto nel Draft NFL 2012. Al college ha giocato a football all'Università dell'Illinois.

## Carriera professionistica

### San Francisco 49ers
Il 26 aprile 2012, Jenkins fu scelto a sorpresa come 30º assoluto nel corso del primo giro del Draft 2012 dai San Francisco 49ers. Il 20 giugno, il giocatore firmò con la franchigia un contratto quadriennale del valore complessivo di 6,9 milioni di dollari.
Jenkins fece il suo debutto come professionista nella settimana 14 contro i Miami Dolphins senza ricevere alcun passaggio. La sua prima stagione si concluse con 3 gare giocate, nessuna come titolare e senza ricezioni.

### Kansas City Chiefs
Il 19 agosto 2013, Jenkins fu scambiato coi Kansas City Chiefs in cambio del ricevitore Jon Baldwin. Con la squadra già sicura del posto nei playoff, nell'ultima gara della stagione partì per la prima volta in carriera come titolare terminando con 67 yard ricevute.

## Palmarès
- National Football Conference Championship: 1

San Francisco 49ers: 2012

## Statistiche
| Partite totali         | 19  |
| Partite da titolare    | 1   |
| Ricezioni              | 8   |
| Yard ricevute          | 130 |
| Touchdown su ricezione | 0   |

Statistiche aggiornate alla stagione 2013